# Koffi-Amonkro
Koffi-Amonkro è una città e sottoprefettura della Costa d'Avorio, situata nel dipartimento di Prikro. Conta una popolazione di 11 893 abitanti (censimento 2014).